# 王众一
王众一（？—），男，汉族，中华人民共和国政治人物。现任中国外文局亚太传播中心总编辑。第十三、十四届全国政协委员。